# E-Reverse Auction
Die E-Reverse Auction (auch eRA, electronic Reverse Auction) ist eine internetbasierte, beschaffungsseitig initiierte, englische Rückwärtsauktion im Business-to-Business.

## Definition
Eine E-Reverse Auction  hat folgende Eigenschaften:
- internetbasiert: da elektronische Auktionen nahezu ausnahmslos über das Internet abgewickelt werden, dürfen elektronisch und internetbasiert hier als gleichbedeutend angenommen werden.
- beschaffungsseitig initiiert: E-Reverse Auctions kommen ausschließlich in der Beschaffung zum Einsatz, sind also immer Beschaffungsauktionen.
- Englische Auktion: Gebote werden ohne zeitliche Verzögerung (Echtzeitauktion) offengelegt (offene Auktion), wobei das eigene Gebot verbessert werden kann.
- Rückwärtsauktion: eine Rückwärtsauktion (Reverse Auction, Descending-Price Auction) liegt immer dann vor, wenn der Preis im Auktionsverlauf fällt.[2]

## Ablauf
Das einkaufende Unternehmen spezifiziert seinen Bedarf und versteigert ihn unter mehreren konkurrierenden Lieferanten. Diese unterbieten sich, ausgehend von einem kundenseitigen Maximalpreis, so lange, bis die Ausschreibungsphase definiert endet.
Danach soll der Einkäufer aus den Angeboten das für ihn beste Angebot annehmen. Es besteht häufig fairerweise keine Pflicht zur Annahme eines Angebots. Verschiedene Variationen aus diesen Vorgaben sind je nach Ausbildung der Auktionsform möglich.